# Fatty George
Fatty George, geboren als Franz Georg Pressler (Wenen, 24 april 1927 - aldaar, 29 maart 1982), was een Oostenrijks jazzmusicus. Hij was bandleider en speelde klarinet en altsaxofoon.
Hij begon in 1942 met het spelen van altsaxofoon en leerde klarinet spelen op het conservatorium en aan de Universiteit voor Muziek en Podiumkunsten in Wenen. Op de klarinet werd hij beïnvloed door Benny Goodman en op de altsaxofoon door Lee Konitz.
Vanaf 1945 trad hij geregeld op voor Russische en Amerikaanse soldaten. In deze tijd kreeg hij van de Amerikanen zijn bijnaam Fatty George. Zijn band kende een stijl die varieerde tussen de moderne jazz en de door de swing beïnvloedde olt-time-jazz. In 1947 richtte hij de Hot Club Seven op in Wenen en speelde hij bebopmuziek. Tussen 1949 en 1952 trad hij ook geregeld in Duitsland op. Begin jaren vijftig richtte Fatty's Jazz Casino op in Innsbruck. Hier trad hij op met zijn Two Sound Band, met onder meer de Amerikaanse zanger Al Edwards, alias Fats. Deze club exploiteerde hij tot 1958.
Van 1958 tot 1963 was hij in Wenen de eigenaar van Club Fatty's Saloon, en later nogmaals van 1980 tot 1982. Hier bracht bij vooral revival-jazz. Tussen 1964 en 1967 was hij vaak voor optredens in Berlijn. In deze jaren trad hij met zijn band ook op onder de naam Fatty George Jazzband. Vanaf 1974 was hij meerdere jaren met zijn Chicago Jazz Band te zien op de Oostenrijkse televisiezender ORF in zijn programma Fatty Live.
Nadat hij een tournee in Italië had gehouden, trok hij zich om gezondheidsredenen terug uit de actieve muziek. In zijn loopbaan van rond veertig jaar bracht hij ongeveer vijftig platen uit. Hij overleed in 1982 op 54-jarige leeftijd.
In 2005 werd ter ere van hem het Fatty-George-Jazzmus opgericht, een klein museum met jazzpodium in het Eßlinger Kulturpark in het Weense stadsdeel Donaustadt.
- Gemeinsame Normdatei: 120349345
- International Standard Name Identifier: 0000 0003 6822 9488
- MusicBrainz: 7fd98efc-9090-41f0-93f0-1adff03bcb77
- Nationale Bibliotheek van Tsjechië: ola2012692853
- Virtual International Authority File: 64835876
- WorldCat: E39PBJkHqQVRdj8CpbVpYtY3wC